# سارا هوفلین
سارا هوفلین (انگلیسی: Sarah Höfflin؛ زادهٔ ۸ ژانویهٔ ۱۹۹۱) اسکی‌باز نمایشی اهل سوئیس است.
او در مسابقات کشوری و بین‌المللی در مجموع برندهٔ ۲ مدال طلا، ۱ مدال نقره شده‌است.